# Meselet
Meselet är en sjö i Vilhelmina kommun i Lappland och ingår i Ångermanälvens huvudavrinningsområde. Sjön har en area på 3,09 kvadratkilometer och ligger 327,8 meter över havet. Sjön avvattnas av vattendraget Ångermanälven.

## Delavrinningsområde
Meselet ingår i det delavrinningsområde (715133-154800) som SMHI kallar för Utloppet av Meselet. Medelhöjden är 368 meter över havet och ytan är 25,08 kvadratkilometer. Räknas de 712 avrinningsområdena uppströms in blir den ackumulerade arean 7 907,22 kvadratkilometer. Avrinningsområdets utflöde Ångermanälven mynnar i havet. Avrinningsområdet består mestadels av skog (76 procent). Avrinningsområdet har 3,07 kvadratkilometer vattenytor vilket ger det en sjöprocent på 12,2 procent.